# Christopher Barrios Jr.
Christopher Michael Barrios Jr. (2 de gener de 2001 - 8 de març de 2007) va ser un noi nord-americà de 6 anys que va ser violat i assassinat a Brunswick, Geòrgia, el 8 de març de 2007. El seu cos va ser descobert el 15 de març de 2007, a pocs quilòmetres d’on va desaparèixer.
El 8 de març de 2007, Barrios va ser atret per George Edenfield a la casa mòbil de la família Edenfield al Canal Mobile Home Park de Brunswick, on vivia Barrios Jr. i la seva família extensa. Després va ser colpejat per David i George abans de ser estrangulat quan suposadament va amenaçar amb explicar els fets al seu pare i a la seva àvia.  Segons l'acusació, George i el seu pare de 58 anys van sodomitzar el noi i el van obligar a fer sexe oral mentre Peggy Edenfield, la mare de 57 anys, mirava i en gaudia. Una setmana més tard, un guardabosc de l'estat va trobar el cos parcialment ocult de Barrios Jr. dins de nombroses bosses d'escombraries de plàstic negre en una zona boscosa situada a unes poques milles de la casa familiar.